# 戴蘭芬
戴蘭芬（1781年—1833年），字畹香，号湘圃。安徽天长龍崗人。

## 生平
生於乾隆四十六年（1781年），出身书香门第，“生而岐嶷，颖悟过人”，六歲能賦詩。十八歲中秀才（廪生），主考汪廷珍驚異之。
嘉庆十三年（1808年）中举。
清道光二年（1822年）恩科状元。授职翰林院修撰。
曾任福建鄉試正考官、道光十四年（1834年）任陝甘學政，受陕甘总督杨遇春推重。林鸿年、何冠英、郭柏荫均出其门下。道光十六年（1836年）奉旨返京，充任文渊阁校理，教习庶吉士，再迁翰林院侍读学士，“一岁三迁”，不久卒。著有《香祖诗集》、《望湖轩诗赋》。